# Angelówka (przystanek kolejowy)
Angelówka (ukr. Ангелівка) – przystanek kolejowy w pobliżu miejscowości Angelówka, w rejonie tarnopolskim, w obwodzie tarnopolskim, na Ukrainie. Położony jest na linii Odessa – Lwów.